# Tal Kantor

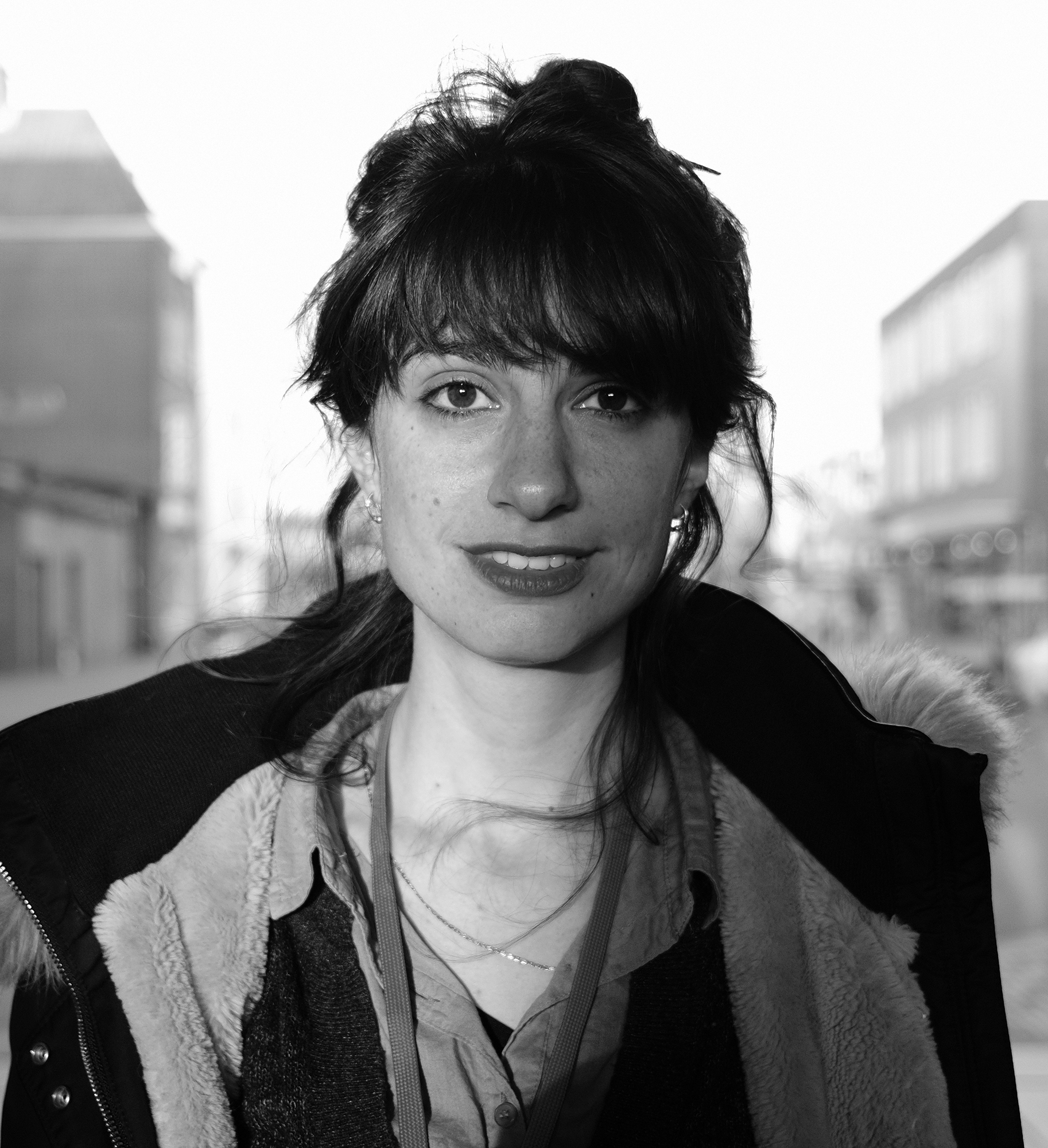
Tal Kantor (2023)

Tal Kantor (hebräisch טל קנטור; geboren 19. November 1988 in Jerusalem) ist eine israelische Animatorin.

## Leben
Tal Kantor studierte an der Kunsthochschule Bezalel Academy of Arts and Design in Jerusalem und schloss ihr Studium 2015 mit einem Bachelor im Screen-Based Arts Department ab. Ihre Abschlussarbeit war der animierte Kurzfilm In Other Words, der zahlreiche Preise weltweit gewann. Nach ihrem Studium begann sie als unabhängige Filmemacherin und Animatorin zu arbeiten. 2019 arbeitete sie als Animatorin an dem Dokumentarfilm Lea Tsemel, Anwältin. Der Film gewann einen Emmy und kam auf die Oscar-Shortlist 2020.
2022 erschien ihr Kurzfilm Brief an ein Schwein. Der 17-minütige Kurzfilm über kollektive Erinnerung und Identität vor dem Hintergrund des Holocaust wurde im Rahmen des San Francisco International Film Festival 2022 uraufgeführt. Er wurde bei der Oscarverleihung 2024 in der Kategorie Bester animierter Kurzfilm nominiert und gewann den Ophir Award für den besten Kurzfilm.
Neben ihrer filmerischen Tätigkeit unterrichtet sie an ihrer Alma Mater Animative Thought.

## Filmografie

### Regie und Animation
- 2015: Under the Small Sun (Kurzfilm)
- 2016: In Other Words (Kurzfilm)
- 2022: Brief an ein Schwein (Letter to a Pig) (Kurzfilm)

### Animation
- 2019: Lea Tsemel, Anwältin (Advocate)
- 2021: On This Happy Note